# Ada Sadowska
Ada Sadowska (ur. 15 grudnia 1899 we Lwowie, zm. 2 marca 1963 w Roehampton) – polska artystka radiowa.
Urodziła się 15 grudnia 1899 we Lwowie. Przed 1939 były członkinią zespołu audycji Wesoła Lwowska Fala, emitowanej w Polskim Radiu Lwów, w której odgrywała postać „Marcelka”, syna radcy Strońcia (Wilhelm Korabiowski). Po wybuchu II wojny światowej pozostawała we Lwowie zarówno po nastaniu okupacji sowieckiej we wrześniu 1939, jak i okupacji niemieckiej od czerwca 1941. W tym czasie działała na rzecz ukrywania Żydów oraz współpracowała przy kolportażu prasy konspiracyjnej. Następnie przedostała się do Warszawy, gdzie przebywał jej mąż, a podczas powstania warszawskiego 1944 została pojmana przez Niemców w płonącym mieszkaniu, po czym wywieziona na roboty przymusowe w III Rzeszy, które były dla niej gehenną. Po nadejściu wojsk amerykańskich odzyskała wolność. W 1947 przybyła do Wielkiej Brytanii.
Była współzałożycielką Koła Lwowian w Londynie. 2 lutego 1963 odniosła obrażenia w wyniku zapalenia się na niej ubrania od piecyka gazowego, wskutek tego zmarła 2 marca 1963 w szpitalu Queen Mary's w Roehampton. Została pochowana na Cmentarzu Gunnersbury.